# 寝殿
寝殿（しんでん）とは、平安時代以後の公家の邸宅において、主人の居所として中央部に設けられた施設。公家社会における儀式・行事の場所として中世・近世を通じて重要視された。

## 概要
正面3間から5間、側面2間で檜皮葺の母屋を中心として、その周辺を庇・簀子などを巡らせている。南正面側には庭から昇降する階段が設けられ、邸内の建物には残り三方から伸びる渡殿を介してつながっていた。四隅に出入り口となる妻戸を設け、その他の周囲には蔀戸を吊り、塗籠とよばれる壁と妻戸で仕切られた一室を除けば基本的には壁を作らず、丸柱が林立した構造で、日中は蔀戸を開け放つことで非常に開放的な空間となった。天井は母屋部分は組入天井、庇は化粧屋根裏構造であったと推定され、室内は板敷でそこに畳や茵を敷き、原則として壁が無いために屏風・室簾・几帳などで寝殿内部を間仕切りした。